# 平作
平作（ひらさく）は、神奈川県横須賀市の地名。現行行政地名は平作一丁目から平作八丁目。住居表示実施済区域。

## 地理
横須賀市の中央部にある衣笠地区に属し、東に小矢部、南東に衣笠町、南に長坂、南西に芦名、西に阿部倉、北西に池上、北に金谷、北東に衣笠栄町と接している。

### 地価
住宅地の地価は、2022年（令和4年）7月1日の公示地価によれば、平作5-23-9の地点で10万6000円/m2となっている。

## 世帯数と人口
2023年（令和5年）4月1日現在（横須賀市発表）の世帯数と人口は以下の通りである。
| 丁目       | 世帯数    | 人口     |
| ---------- | --------- | -------- |
| 平作一丁目 | 1,022世帯 | 2,178人  |
| 平作二丁目 | 971世帯   | 2,106人  |
| 平作三丁目 | 300世帯   | 644人    |
| 平作四丁目 | 95世帯    | 187人    |
| 平作五丁目 | 746世帯   | 1,580人  |
| 平作六丁目 | 620世帯   | 1,415人  |
| 平作七丁目 | 686世帯   | 1,454人  |
| 平作八丁目 | 680世帯   | 1,334人  |
| 計         | 5,120世帯 | 10,898人 |

### 人口の変遷
国勢調査による人口の推移。
| 年                 | 人口   |
| ------------------ | ------ |
| 1995年（平成7年）  | 12,161 |
| 2000年（平成12年） | 11,945 |
| 2005年（平成17年） | 11,877 |
| 2010年（平成22年） | 11,658 |
| 2015年（平成27年） | 11,177 |
| 2020年（令和2年）  | 10,746 |

### 世帯数の変遷
国勢調査による世帯数の推移。
| 年                 | 世帯数 |
| ------------------ | ------ |
| 1995年（平成7年）  | 4,279  |
| 2000年（平成12年） | 4,408  |
| 2005年（平成17年） | 4,496  |
| 2010年（平成22年） | 4,578  |
| 2015年（平成27年） | 4,508  |
| 2020年（令和2年）  | 4,582  |

## 学区
市立小・中学校に通う場合、学区は以下の通りとなる（2022年3月時点）。
| 丁目       | 番・番地等 | 小学校               | 中学校               |
| ---------- | ---------- | -------------------- | -------------------- |
| 平作一丁目 | 全域       | 横須賀市立城北小学校 | 横須賀市立衣笠中学校 |
| 平作二丁目 | 全域       | 横須賀市立城北小学校 | 横須賀市立衣笠中学校 |
| 平作三丁目 | 全域       | 横須賀市立城北小学校 | 横須賀市立衣笠中学校 |
| 平作四丁目 | 全域       | 横須賀市立池上小学校 | 横須賀市立池上中学校 |
| 平作五丁目 | 全域       | 横須賀市立池上小学校 | 横須賀市立池上中学校 |
| 平作六丁目 | 8番        | 横須賀市立池上小学校 | 横須賀市立池上中学校 |
| 平作六丁目 | 上記以外   | 横須賀市立城北小学校 | 横須賀市立衣笠中学校 |
| 平作七丁目 | 1〜3番     | 横須賀市立池上小学校 | 横須賀市立池上中学校 |
| 平作七丁目 | 上記以外   | 横須賀市立城北小学校 | 横須賀市立衣笠中学校 |
| 平作八丁目 | 全域       | 横須賀市立池上小学校 | 横須賀市立池上中学校 |

## 事業所
2021年（令和3年）現在の経済センサス調査による事業所数と従業員数は以下の通りである。
| 丁目       | 事業所数  | 従業員数 |
| ---------- | --------- | -------- |
| 平作一丁目 | 39事業所  | 209人    |
| 平作二丁目 | 22事業所  | 127人    |
| 平作三丁目 | 9事業所   | 30人     |
| 平作四丁目 | 6事業所   | 148人    |
| 平作五丁目 | 43事業所  | 245人    |
| 平作六丁目 | 16事業所  | 77人     |
| 平作七丁目 | 23事業所  | 116人    |
| 平作八丁目 | 37事業所  | 349人    |
| 計         | 195事業所 | 1,301人  |

### 事業者数の変遷
経済センサスによる事業所数の推移。
| 年                 | 事業者数 |
| ------------------ | -------- |
| 2016年（平成28年） | 203      |
| 2021年（令和3年）  | 195      |

### 従業員数の変遷
経済センサスによる従業員数の推移。
| 年                 | 従業員数 |
| ------------------ | -------- |
| 2016年（平成28年） | 1,200    |
| 2021年（令和3年）  | 1,301    |

## 交通
- 神奈川県道27号横須賀葉山線
- 横浜横須賀道路
  - 横須賀パーキングエリア

## 施設
- 横須賀市立城北小学校
- 横須賀市立衣笠中学校

## その他

### 日本郵便
- 郵便番号 : 238-0032[2]（集配局 : 横須賀郵便局[15]）。